# 营指挥员 (照片)

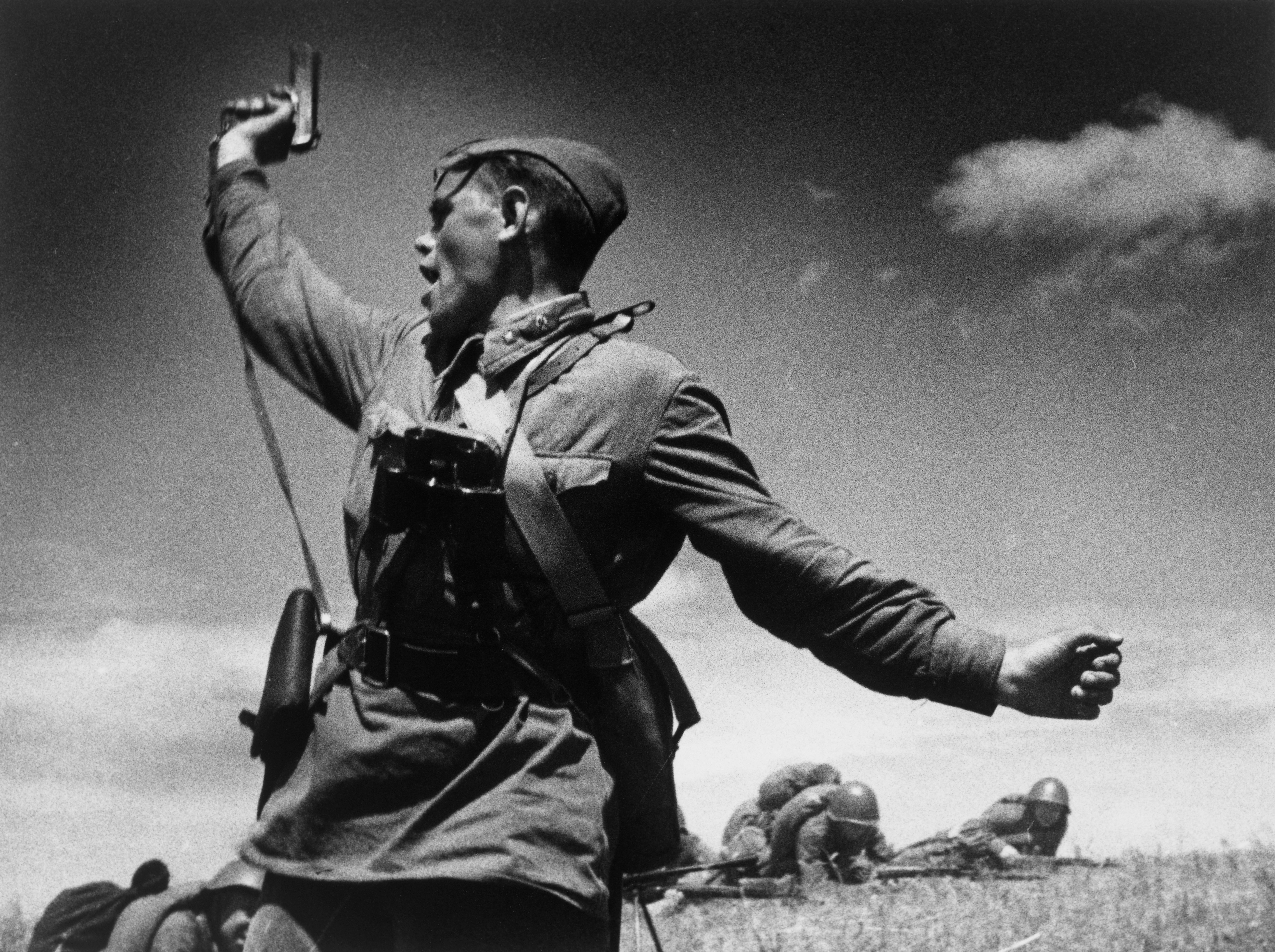
营指挥员

营指挥员（俄語：Комбат）是苏联摄影师马克斯·阿尔别特在二战时期拍摄的一张黑白照片。照片中的主要人物是一位举着TT手槍召唤部队发起进攻的苏军军官。虽然该照片被视作最著名的苏联二战摄影作品之一，但拍摄日期和主体人物身份都无法确定。最广为接受的说法是，照片中的主体人物是政治委員阿列克谢·叶廖缅科（Aleksei Yeryomenko），拍摄时间为1942年7月12日，拍摄地点位于乌克兰伏罗希洛夫格勒州，而照片里的主人公在摄影师摁下快门的几分钟后就阵亡了。